# Vriesea clausseniana
Vriesea clausseniana là một loài thuộc chi Vriesea. Đây là loài đặc hữu của Brasil.